# Sos (gastronomie)

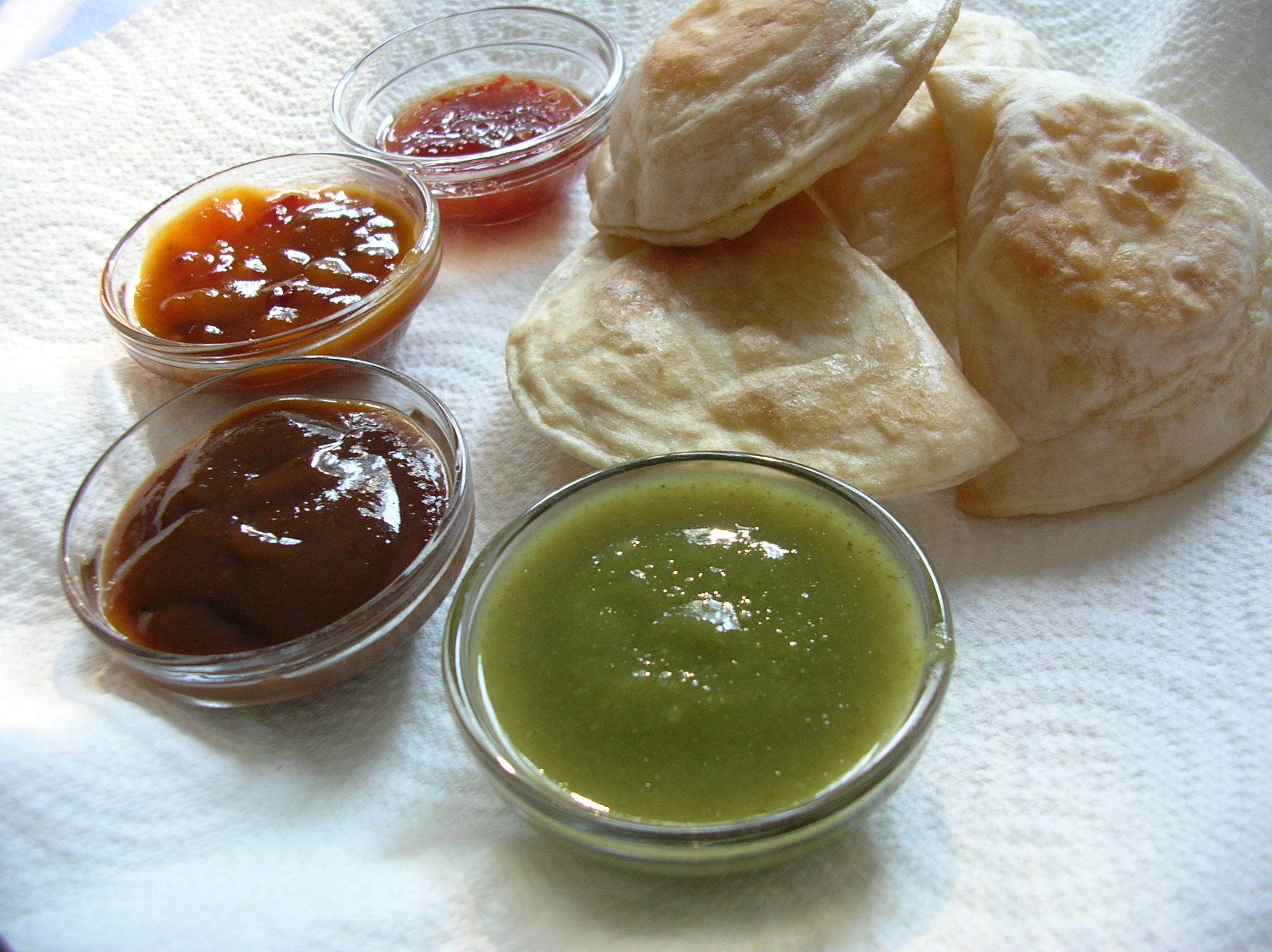
Diferite sosuri

Sosul este un preparat culinar lichid sau vâscos alcătuit dintr-un amestec de ingrediente (preparate la cald sau la rece) și care acompaniază preparatele alimentare. Consistența sosurilor poate varia de la un sos în stare lichidă, la o pastă groasă sau piure. Obiectivul sosurilor este cel de a condimenta mâncarea, îmbogățindu-i gustul dar și de a da aromă și diversitate coloristică preparatului. 

## Clasificare
Primul gastronom care a clasificat sosurile a fost francezul Marie-Antoine Carème care a le-a împărțit în sosuri calde și sosuri reci. Sosurile calde împărțindu-le la rândul lor în sosuri albe (Béchamel, etc) și sosuri închise la culoare realizate în general din pastă de roșii. 
Sosurile se mai pot clasifica după gust, precum: picant, dulce sau acru.
În secolul al-XIX-lea, Marie-Antoine Carème a mai împărțit sosurile în patru categorii, fiecare dintre ele numind-o sos mamă. Cele patru sosuri mamă ale lui Careme erau:
- sos german, sos elaborat din ou bătut și zeamă de lămâie
- sos Béchamel, sos realizat din făină, unt și lapte
- sos spaniol, sos realizat din zeamă de carne de vacă
- sos velouté, sos elaborat din zeamă de pește, pui sau vânat

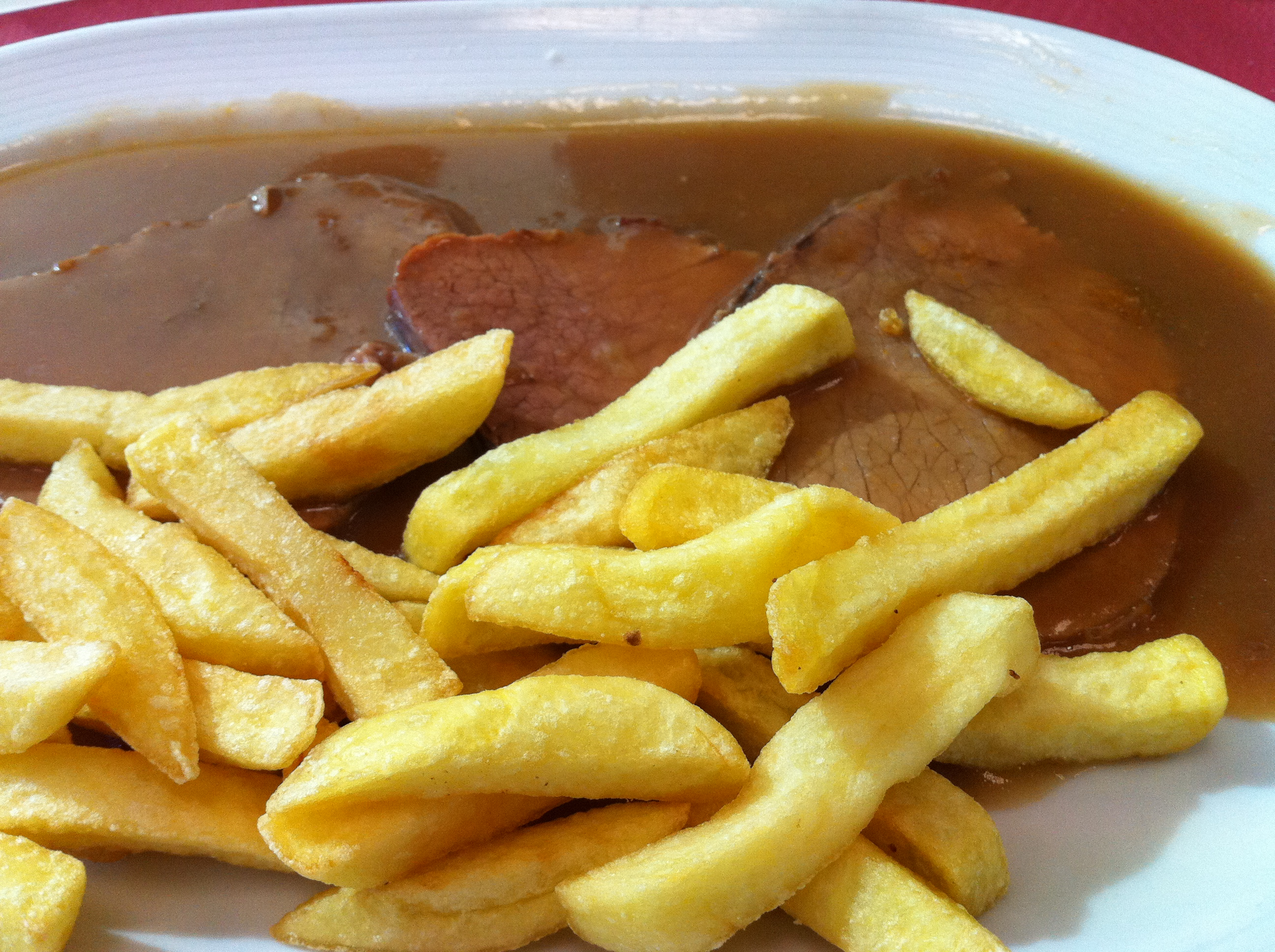
Sos spaniol însoțind cartofi prăjiți și carne

La începutul secolului al-XX-lea, bucătarul francez Auguste Escoffier a modificat clasificarea, această clasificare rămânând actuală și în zilele noastre. Această clasificare este:
- sos Béchamel
- sos spaniol
- maioneza sau sosul mahonez
- sos de roșii
- sos velouté

## Sosuri tipice unor gastronomii

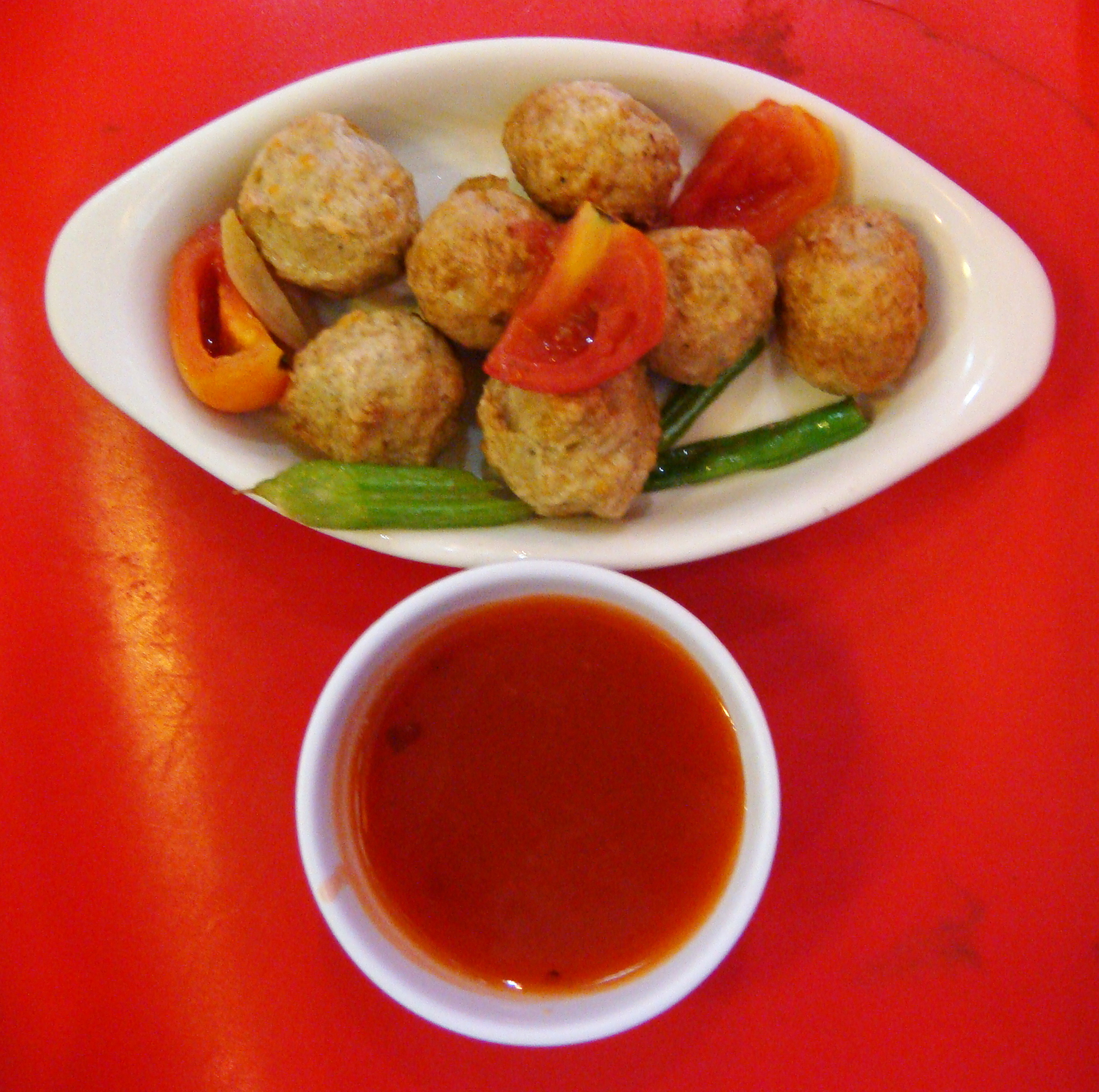
Sos agri-dulce însoțind pârjoluțe de pește

Sosurile sunt folosite ca și condimente și sunt importante în multe gastronomii:

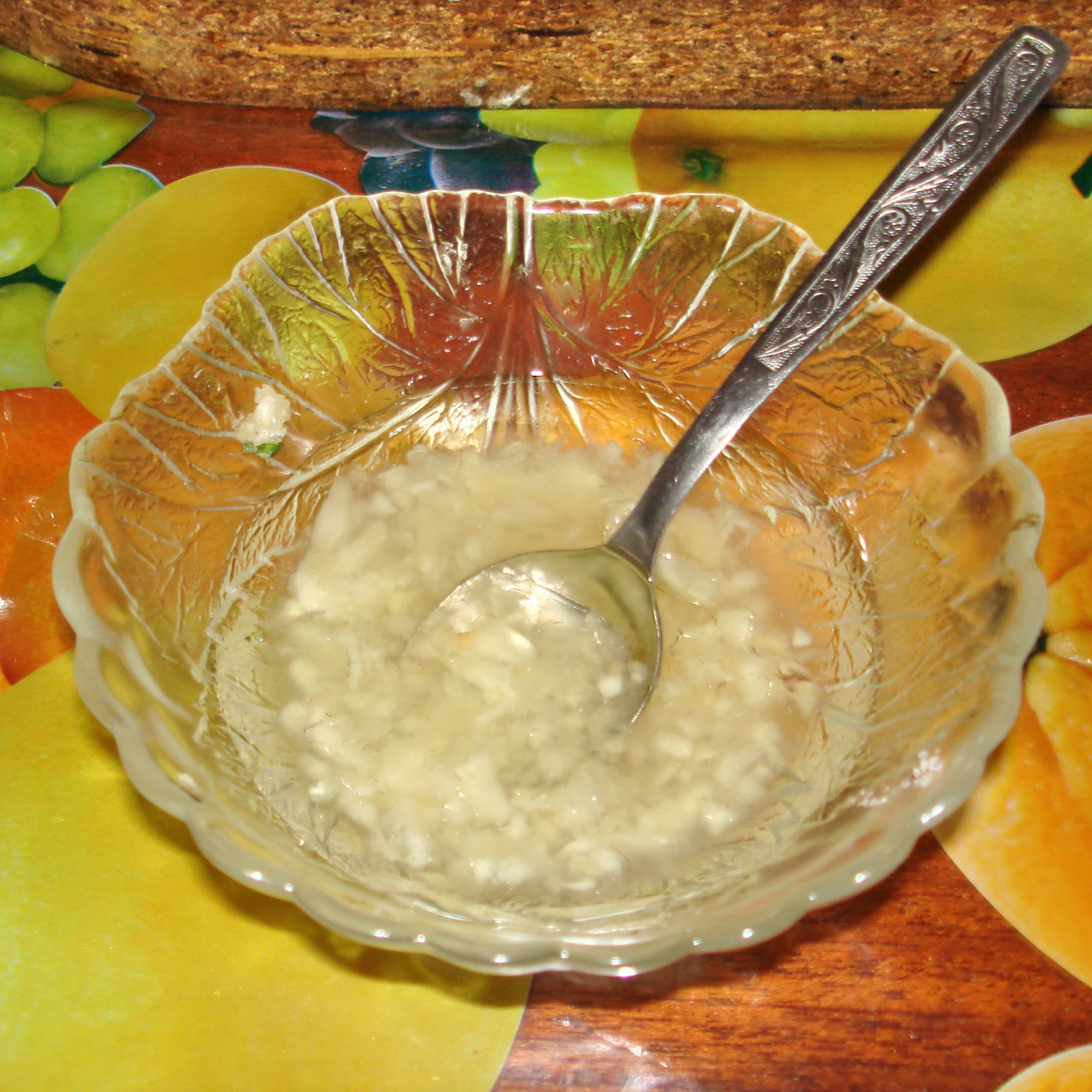
Farfuriuță cu mujdei

- bucătăria românească:

- mujdei
- rântaș
- bucătăria englezească:

- sos Gravy, realizat din zeamă de carne și legume însoțește carnea, legumele sau preparatul Yorkshire pudding
- sos din mentă și mere, însoțește carnea de porc și miel
- sos Worcestershire
- sosuri tipice bucătăriei fast-good: ketchup, sos barbeque
- bucătăria elvețiană:

- Café de Paris, sos care însoțesc fileurile și antricoatele
- bucătăria japoneză:

- ponzu
- yakitori
- tonkatsu
- yakisoba
- bucătăria chineză:

- sos dulce-acrișor
- sos de chili
- sos de midii
- bucătăria țărilor catalane:

- allioli, sos preparat din ulei și usturoi care însoțește carnea
- maioneza sau sosul mahonez, denumire care provine de la localitatea baleară Mahon
- bucătăria coreeană:

- doenjang
- gochujang
- ssamjang
- sos de soia
- bucătăria peruană:

- ocopa
- papa a la huancaína

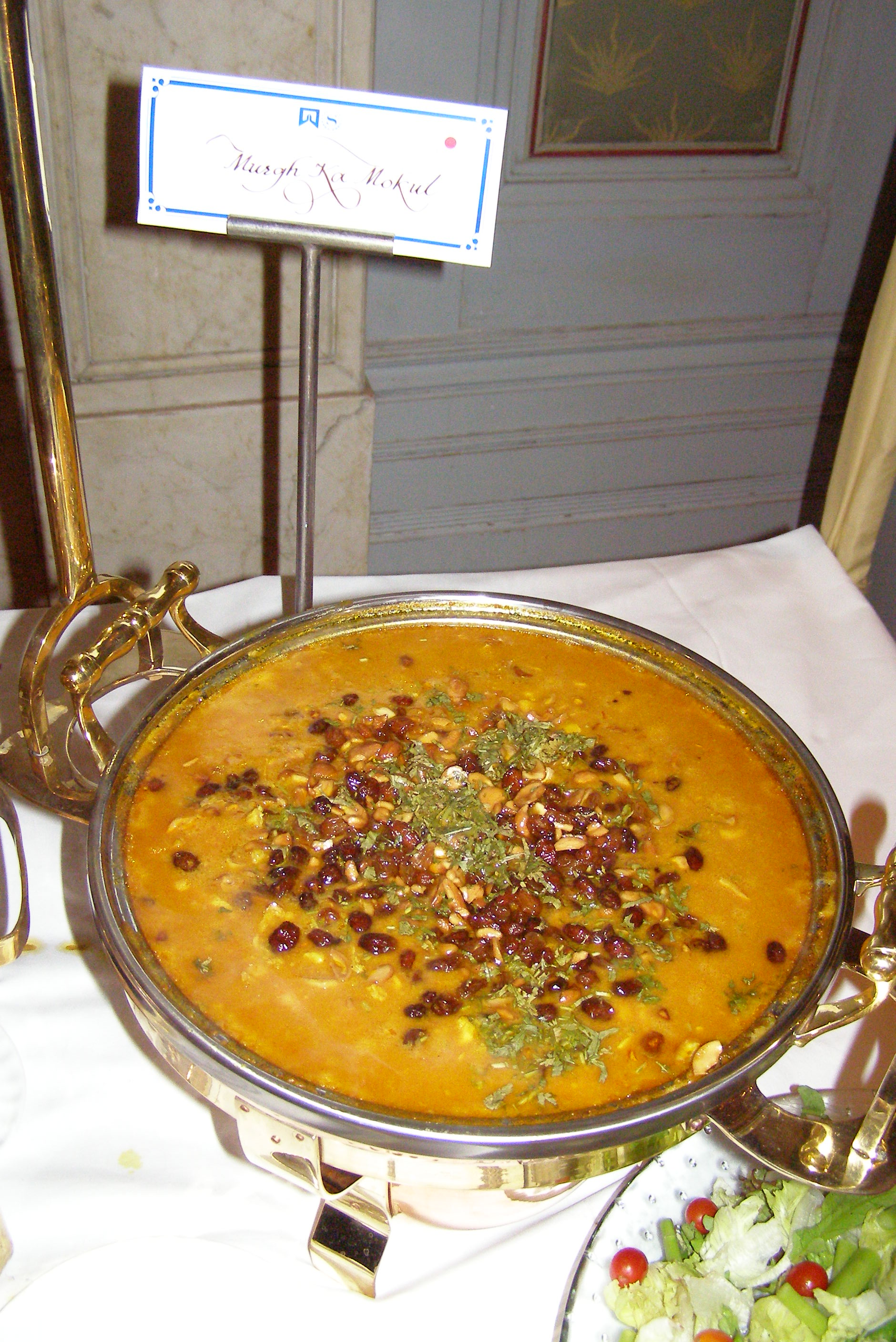
Sos indian

- bucătăria mexicană: în bucătăria mexicană se folosește foarte mult ardeiul iute

- guacamole
- bucătăria tunisiană:

- harissa
Sosuri ale bucătăriei universale
Unele sosuri sunt larg folosite pe plan mondial precum sosul de roșii, muștarul, ketchup, maioneza, sosul tartar, sosul Beșamel, vinegreta sau sosul cocktail.